# Hadja Saran Daraba Kaba
Hadja Saran Daraba Kaba (geb. 29. Juni 1945 in Coyah) ist eine guineische Frauenrechtsaktivistin, sie war Ministerin ihres Landes, kandidierte 2010 für die Präsidentschaft und war Generalsekretärin der Mano River Union.

## Biographie
Hadja Saran Daraba Kaba wurde 1945 gegen Ende des Zweiten Weltkriegs im westguineischen Coyah geboren. Ihr Vater war Soldat und Aktivist unter dem Regime des verstorbenen Präsidenten Ahmed Sékou Touré. Schon in jungen Jahren beschäftigte sie sich mit Politik. Von 1966 bis 1970 absolvierte sie ein Pharmaziestudium in Leipzig und an der Martin-Luther-Universität Halle-Wittenberg. Im Anschluss kehrte sie nach Guinea zurück, wo sie an der Hadja-Mafory-Bangoura-Fakultät für Medizin und Pharmazie unterrichtete. Später wurde sie Mitarbeiterin der staatlichen Zentralapotheke Pharmaguinée, wo sie zur stellvertretenden Nationaldirektorin für Exporte im Außenhandelsministerium aufstieg. Im Jahr 1996 wurde sie Ministerin für soziale Angelegenheiten und die Förderung von Frauen und Kindern.

## Präsidentschaftswahlen
Bei den Präsidentschaftswahlen 2010 in Guinea war sie die einzige Frau unter den 24 Kandidaten. Nach dem ersten Wahlgang trat sie zurück und sprach sich für den in der zweiten Runde erfolgreichen Alpha Condé aus.

## Mano River Union
Von September 2011 bis 2017 war sie Generalsekretärin der Mano River Union und Gründerin des Frauennetzwerks der Mano River Union for Peace (REFMAP). Die Mano River Union ist als eine der wichtigsten Strukturen der westafrikanischen Zivilgesellschaft in Guinea, Liberia, Sierra Leone und der Elfenbeinküste vertreten.
Die Region war Schauplatz von brutalen Bürgerkriegen in Sierra Leone, Liberia und der Elfenbeinküste, die jeweils in die Nachbarländer hineinwirkten und massive Flüchtlingsströme auslösten. Die Grenzen zwischen den Ländern waren oft unscharf, was die Ausbreitung von Gewalt und die Mobilität bewaffneter Gruppen erleichterte. Ein besonders verheerendes Erbe dieser Konflikte war die weitverbreitete sexualisierte Gewalt gegen Frauen und Mädchen, die in den Bürgerkriegen systematisch vergewaltigt und versklavt wurden. Diese Gewalt hinterließ bis heute wirkende tiefe Narben in der Gesellschaft. Trotz der offiziellen Beendigung der Konflikte bis 2007, wesentlich vermittelt durch die Vereinten Nationen, blieben Spannungen bestehen und die Region kämpft weiterhin mit den sozialen, wirtschaftlichen und politischen Folgen der Kriege.
Die Mano River Union trug wesentlich zur Lösung dieser Konflikte und zur Emanzipation der afrikanischen Frauen bei und wurde 2003 mit dem Menschenrechtspreis der Vereinten Nationen ausgezeichnet.